# 马三刚
马三刚（1954年7月—），男，回族，宁夏西吉人，中华人民共和国政治人物。中央党校在职研究生班马克思主义哲学专业毕业，中央党校研究生学历。第十届全国政协委员，第十二届全国人大代表。

## 生平
1971年2月参加工作，先后在西吉县将台公社、中央民族学院、西吉县西滩中学、西吉县法院等单位工作、学习。1984年10月加入中国共产党。1987年3月任西吉县法院院长；1987年10月任中共西吉县委常委、政法委书记；1988年6月任中共西吉县委副书记；1993年3月任中共西吉县委副书记、县政协主席；1994年1月任中共西吉县委副书记、县长、县政协主席；1995年10月任中共西吉县委副书记、县长；1997年12月任固原地区行署副专员；2000年4月任宁夏回族自治区水利厅党委书记；2002年6月任宁夏回族自治区纪委副书记；2003年1月任宁夏回族自治区纪委副书记、宁夏回族自治区监察厅厅长；2006年7月任宁夏回族自治区人民检察院副检察长、党组副书记(正厅级)；2008年1月任宁夏回族自治区高级人民法院院长；2011年4月任中共宁夏回族自治区党委常委、自治区高级人民法院院长。
2011年5月，任中共宁夏回族自治区党委常委、统战部部长。2015年1月，任宁夏回族自治区人大常委会党组副书记。2015年4月不再担任宁夏回族自治区党委常委、统战部部长。2016年1月，任宁夏回族自治区人大常委会党组副书记、副主任。
2013年，当选第十二届全国人民代表大会宁夏地区代表。